# Dorobaea laciniata
Dorobaea laciniata là một loài thực vật có hoa trong họ Cúc. Loài này được B.Nord. & Pruski mô tả khoa học đầu tiên năm 1995.